# Ferran Olivella
Fernando Olivella Pons (Poble Sec, 22 juni 1936 – Castelldefels, 14 mei 2023) was een Spaans profvoetballer. Hij speelde als verdediger bij onder andere FC Barcelona.

## Clubvoetbal
Olivella kwam via de amateurclub Layetania, Rayo en UE Poble Sec bij de jeugdelftallen van FC Barcelona. In het seizoen 1953/1954 speelde hij op huurbasis voor Espanya Industrial, waarmee FC Barcelona nauw samenwerkte. Vanaf 1954 behoorde Olivella tot de hoofdmacht van Barça. Hij maakte deel uit van FC Barcelona's succeselftal van de late jaren vijftig en de verdediger won meerdere prijzen: twee Spaanse landstitels (1959, 1960), viermaal de Copa del Generalísimo (1957, 1959, 1963, 1968), drie keer de Jaarbeursstedenbeker (1958, 1960, 1966) en eenmaal de Pequeña Copa del Mundo (1957). Olivella beëindigde in 1969 zijn loopbaan als profvoetballer.

## Nationaal elftal
Olivella speelde achttien wedstrijden in het Spaans nationaal elftal. Zijn debuut was op 31 maart 1957 tegen België. Op 8 december 1965 speelde de verdediger tegen Engeland zijn laatste interland. Olivella was aanvoerder van de Spaanse selectie op het EK 1964 in eigen land, dat door Spanje werd gewonnen.
Olivella overleed op 86-jarige leeftijd.